# Bryconexodon
Bryconexodon är ett släkte av fiskar. Bryconexodon ingår i familjen Characidae.
Kladogram enligt Catalogue of Life:
| Bryconexodon | \| \| Bryconexodon juruenae \| \| \| \| \| \| Bryconexodon trombetasi \| \| \| \| |
|              | \| \| Bryconexodon juruenae \| \| \| \| \| \| Bryconexodon trombetasi \| \| \| \| |
|              | Bryconexodon juruenae                                                             |
|              |                                                                                   |
|              | Bryconexodon trombetasi                                                           |
|              |                                                                                   |